# Pantelosaurus
Pantelosaurus jest nazwą rodzajową zwierzęcia uznawanego za jednego z najstarszych przedstawicieli synapsydów.
Żył pod koniec karbonu i na początku permu (300-280 milionów lat temu) na obszarach północnej Pangei (szczątki znaleziono na terenie Niemiec).
Dorosłe osobniki mierzyły od 0,6 do 1,5 metra długości, przy szacowanej wadze 3-30 kilogramów.
Był drapieżnikiem, polującym na owady oraz małe bezkręgowce.